# Субурбанизация
Субурбанизация (от англ. suburb — пригород) — процесс развития пригородов больших городов и переселения населения в пригороды. В результате субурбанизации происходит формирование городских агломераций. При субурбанизации темпы роста населения пригородов выше, чем у городов — центров агломераций.
Растущее благосостояние позволяет людям строить дома «сельского типа» в пригородах, избегая таких недостатков больших городов, как шум, загрязнение воздуха, недостаток зелени и т. д. Однако население пригородов ни в коей мере не становится сельским, практически все продолжают работать в городе. Субурбанизация невозможна без массового роста автомобилизации, так как в пригородах может отсутствовать социальная инфраструктура (магазины, школы и др.), а главное — нет места приложения труда.

## История

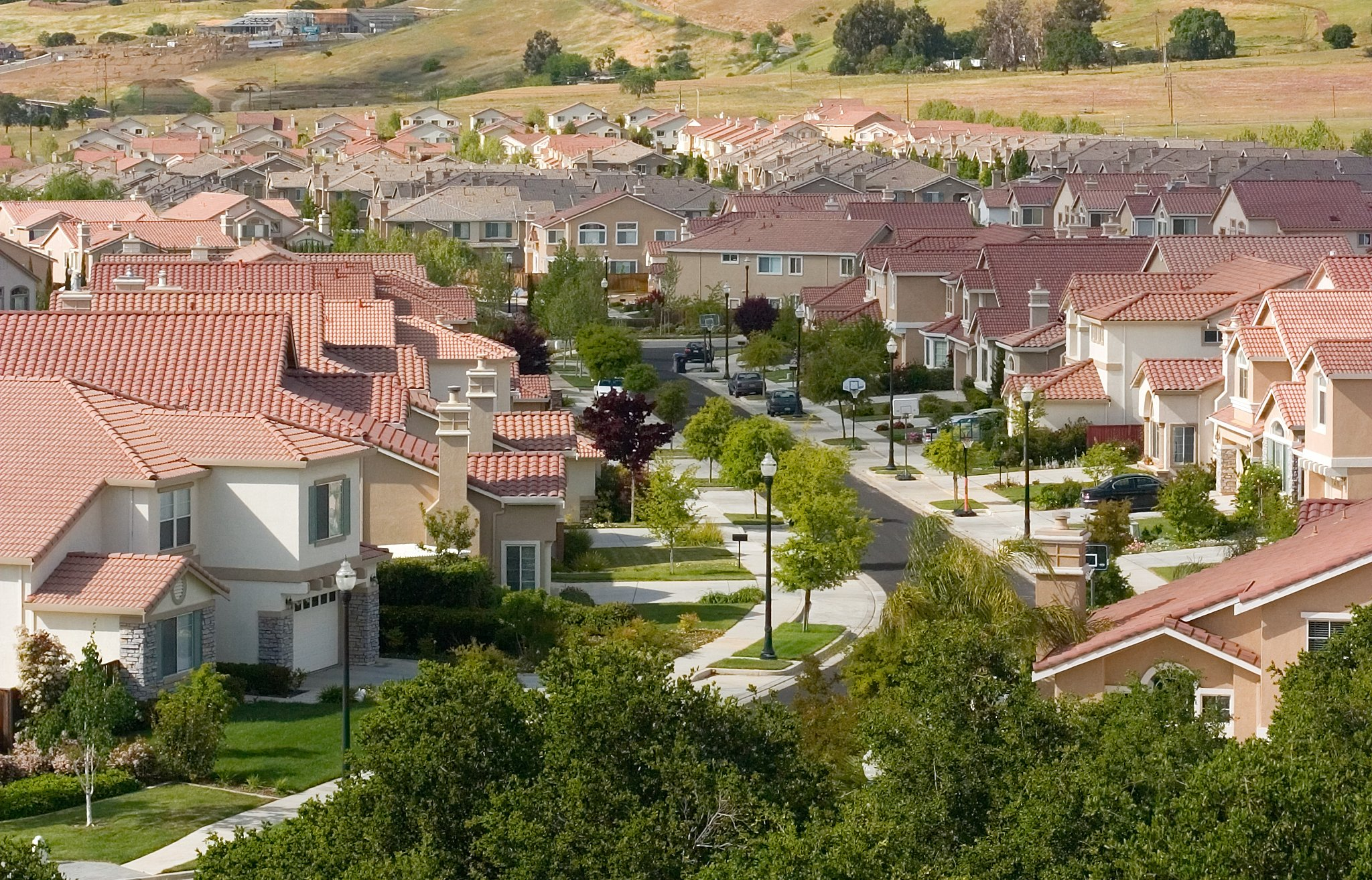
Пригород Сан-Хосе (Калифорния).

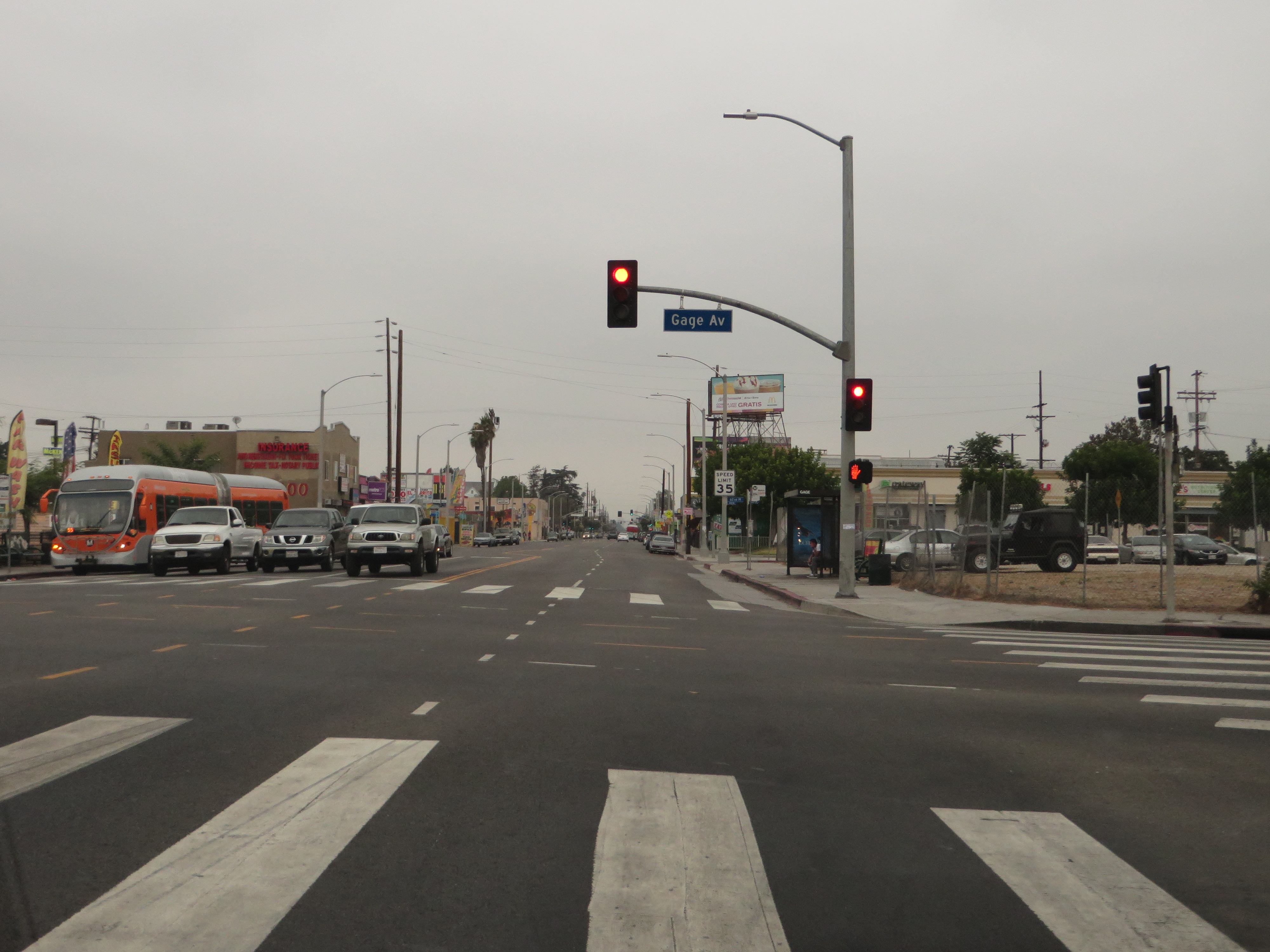
Вермонт-авеню на юге Лос-Анжелеса

В Западной Европе и Северной Америке процесс субурбанизации начался в 1950-х годах. В 1950 году Бюро переписи населения США изменило свое определение «городского населения» с учетом существующей неопределённости городских границ. Помимо жителей периферийных пригородов с населением более 2500 человек, жители автономных поселений такого же размера теперь тоже учитывались в переписи как городские, как и жители «тесно заселенной зоны вокруг города с населением не менее 50 000 человек, включающей и периферийные и автономные поселки». Появились такие термины как «расширенные городские зоны», «децентрализованные населенные зоны», «большие города с пригородами», «городские агломерации», «мегалополисы». Особенно характерно в этой связи развитие Лос-Анжелеса, где к 1970 году центральная часть города не только опустела, но, по словам некоторых опрошенных жителей, стала казаться «чужой и даже враждебной». В отношении Лос-Анжелеса употребляли такие определения, как «пригороды в поисках города», «прототип супергорода», «автопия» (зона, выделенная исключительно для движения автотранспорта).
В России первые проявления субурбанизации наблюдаются в первую очередь в районе Москвы, однако здесь этот процесс приобрёл одну отличительную особенность: не решаясь отказаться от городской квартиры, многие жители мегаполиса большую часть времени проводят на загородных дачах.
В процессе компьютеризации непроизводственных секторов экономики в последнее десятилетие появился эффект отрыва места работы (номинального) от места исполнения трудовых задач: человек за компьютером может выполнять работу для фирмы на другом конце земного шара (удалённая работа). Транспортная проблема, тормозящая процесс субурбанизации, таким образом несколько ослабляется (для некоторых видов нематериального производства становится неважно, в какой точке земного шара находится исполнитель).
К понятию субурбанизации близко понятие рурбанизация (от англ. Rural — сельский, лат. urbanus — городской) — распространение городских форм и условий жизни на сельские поселения, составная часть процесса урбанизации в его широком понимании. Рурбанизация может сопровождаться миграцией городского населения в сельские поселения, переносом в сельскую местность форм хозяйственной деятельности, характерных для городов. В России с начала XXI века это явление наблюдается главным образом в Московской области. Во многих формально сельских населённых пунктах строятся промышленные предприятия и склады, выводимые из Москвы, подавляющее большинство населения ведёт городской образ жизни, население увеличивается за счёт переселенцев из Москвы и других регионов.

## Негативные последствия субурбанизации
Жители пригородов зачастую становятся «заложниками автомобиля», так как общественный транспорт в пригородах, как правило, отсутствует. К тому же в небольших странах с высокой плотностью населения, например Бельгии и Нидерландах, пригороды занимают почти всё свободное пространство, вытесняя природные ландшафты. В Соединённых Штатах Америки, ЮАР, Британии субурбанизация сопровождается так называемым бегством белых (англ. White flight): центральные районы городов заселяются представителями негроидной расы, в то время как белое население перемещается в пригороды, что приводит к увеличению преступности и к общему упадку центральных районов.
Маятниковая миграция жителей пригородов в города приводит к заторам на дорогах, что ведёт к загрязнению воздуха, потере времени и другим проблемам. Для борьбы с этим во многих развитых странах ведётся политика развития в пригородах общественного транспорта, например пригородного железнодорожного и легкорельсового, например система RER в Париже.
Развитие инфраструктуры под личный автотранспорт отчуждает природные территории (в том числе вырубка лесов), сам автотранспорт загрязняет воздух и, опосредованно, водоёмы.
Загрязнение атмосферы состоит из парниковых газов, которые вносят свой вклад в глобальное потепление, и выбросов оксидов азота (33 % загрязнения от ЛАТ), пыли и аэрозолей (20 %), угарного газа (58 %), летучих органических соединений (18 %), которые негативно сказываются на здоровье жителей. Хотя в пригороде воздух зачастую чище, чем в центре, наибольшие концентрации загрязнителей всегда на автотрассах, где жители пригородов проводят больше времени. По причине «жизни в машине» жители пригородов также чаще гибнут в автокатастрофах, чаще страдают от ожирения и гиподинамии.
Скорая помощь, пожарные, спасатели дольше едут до места ЧП.
Обслуживание личного автотранспорта приводит к росту инфраструктурных издержек для города, и личных трат для человека.